# Pécsi Mecsek FC (női csapat)
A Pécsi Mecsek FC női labdarúgócsapatát 2006-ban alapították. A klub a magyar élvonalban szerepel. Hazai mérkőzéseiknek a PMFC Stadion ad otthont.

## Története
1989–90-es NB I-es idényben tűnt fel első alkalommal Pécs városa a hazai női futball térképén. Ekkor a klub a Pécsi Dohánygyár támogatását élvezve Pécsi Fortuna FC néven szerepelt az első osztályban. Legjobb eredményük az 1994–95-ös és az 1996–97-es szezonban elért 3. hely.
A piros-feketék az 1998–99-es idényben 4. helyen végeztek, azonban az évad folyamán felmerülő anyagi problémák miatt visszaléptek a bajnoki rájátszásból.
2001-ben vette át szakágaként a Pécsi Mecsek FC az akkor éppen stagnáló hölgycsapatot és indulhattak a második vonalban. Egészen 2008-ig az élmezőnyben foglaltak helyet, ekkor azonban az újabb gazdasági nehézségek újra a mélybe rántották az egyesületet és az MLSZ is súlyos pontlevonással bírságolta a csapatot.
A 2008–09-es szezonban a második helyen sikerült végezniük és az ETO FC Győr visszalépésével szereztek első osztályú jogosultságot. 2011-ben a kiesés után nem tudta vállalni a klub a másodosztályú szereplést és kétéves szünet után lépett újra a színtérre, rögtön egy bronzérmet bezsebelve az NB II-ben 2013–14-ben.
Egy negyedik helyezés után épphogy csak lemaradtak a dobogó legfelső fokáról 2016-ban, de a 2017–18-as kiírásban 1 pont előnnyel újra az élvonalba jutottak. Az együttes társult a kozármislenyi Magyar Labdarúgó Egylettel és MLE néven az első osztályban indult, míg a klub egy másik részlege PMFC néven a másodosztályban bizonyíthatott a továbbiakban, azonban az NB I-ben nem sikerült gyökeret vernie az MLE gárdájának és búcsúzni kényszerültek.
Az NB II-ben egybevonták a két csapatot és fölényesen, százszázalékos mutatóval nyerték meg újra a pontvadászatot, de a világjárvány miatt nem volt rotáció a két ligában, és maradtak a második vonalban. Egy évvel később ezüstérmet szereztek, majd kétéves pihenőre kényszerült a felnőtt szakág, miután a vezetőség az utánpótlás-képzést helyezte előtérbe és nem indítottak csapatot a női bajnokságban.
2023–24-re kibontakozott egy újabb lehetőség a pécsi hölgyeknél és a felnőtt csapat nevezését követően 21–1–0-ás figyelemre méltó mutatóval magasodtak a mezőny fölé és gyűjtötték be az NB II-es bajnoki címet, jogot szerezve az első osztályú indulásra.

### Névváltoztatások
A csapat több alkalommal is nevet változtatott fennállása során:
- 1989–1996: Pécsi Fortuna FC
- 1996–1997: Pécsi Fortuna-BAT
- 1997–1998: Sopianae FC
- 2001–2015: Pécsi Mecsek FC
- 2016–2018: Pécsi MFC-Keresztes Lovagok
- 2019–2020: Pécsi Mecsek FC  / Magyar Labdarúgó Egylet
- 2021–: Pécsi Mecsek FC

## Sikerlista
- Másodosztályú bajnok (3): 2017–18, 2019–20,[5] 2023–24

## Játékoskeret
2024. június 22-től
| #  |     | Poszt | Név             |
| -- | --- | ----- | --------------- |
| 1  | HUN | K     | Szűcs Bernadett |
| 22 | HUN | K     | Ronta Fruzsina  |
| 88 | HUN | K     | Balogh Zselyke  |
|    | CAN | K     | Chandra Bednar  |
| 2  | HUN | V     | Báder Márta     |
| 3  | ROM | V     | Karina Bolboaca |
| 4  | HUN | V     | Gyánó Lili      |
| 6  | HUN | V     | Krisztián Petra |
| 8  | HUN | V     | Buzási Dorina   |
| 13 | HUN | V     | Bocz Virág      |
| 16 | HUN | V     | Hajdú Bíborka   |
| 18 | HUN | V     | Rituper Rachel  |
| 2  | HUN | KP    | Sallai Patrícia |
| 5  | HUN | KP    | Máté Nóra       |
| 6  | HUN | KP    | Balogh Réka     |
| 8  | HUN | KP    | Mayer Emese     |

| #  |     | Poszt | Név            |
| -- | --- | ----- | -------------- |
| 11 | HUN | KP    | Patai Barbara  |
| 11 | HUN | KP    | Spiel Alexa    |
| 14 | HUN | KP    | Kömíves Amira  |
| 14 | HUN | KP    | Kövesdi Dorina |
| 15 | HUN | KP    | Farkas Jázmin  |
| 16 | HUN | KP    | Hajnal Virág   |
| 16 | HUN | KP    | Szabó Lili     |
| 17 | HUN | KP    | Kapéter Zoé    |
| 7  | HUN | CS    | Bódis Lili     |
| 9  | HUN | CS    | Nyéki Mónika   |
| 9  | HUN | CS    | Szolga Bianka  |
| 10 | HUN | CS    | Turi Borbála   |
| 12 | HUN | CS    | Evertse Peggy  |
| 17 | HUN | CS    | Kiss Enikő     |
| 19 | HUN | CS    | Égi Barbara    |

## Korábbi híres játékosok
| - Arnold Anita - Ács Noémi - Berki Tünde - Csötönyi Tímea - Derkács Evelin - Erdei Barbara - Erős Evelin - Ferencz Éva - Godvár Katalin - Hartmann Szabina - Hodován Edit - Iván Viktória - Kiss Julianna - Loj Zsuzsanna - Magyar Judit - Nagy Lilla - Patocskai Rita | - Prigli Barbara - Rácz Mária - Rőhberg Zsanett - Schmidt Lilla - Somogyi Sára - Szabó Erika - Szittár Zsuzsanna - Török Ibolya - Varga Adél - Várkonyi Orsolya - Senada Muratović - Mateja Andrlić - Ivana Bojčić - Maja Joščak - Sanja Sabo - Marlena Hesse - Laura Škvorc |